# Petr Stolín
Petr Stolín (* 25. června 1958 Svitavy) je český architekt, vysokoškolský pedagog a vedoucí katedry architektury Technické univerzity v Liberci.

## Biografie
Narodil se ve Svitavách. Nebylo mu dovoleno studovat gymnázium, a tak nastoupil na učňovský obor zedník ve Frýdlantu. Po roce se mu podařilo přestoupit na střední průmyslovou školu stavební v Liberci. Ve studiu architektury pokračoval v Brně, kde r. 1983 absolvoval Fakultu architektury VUT.
Po vystudování krátce působil v Elektroprojektě Ostrava, ale v roce 1986 přišel zpět do Liberce, kde pracoval nejprve ve Stavoprojektu Liberec, poté v ateliéru Pavla Švancera, v EA studiu a nakonec v SIALu Karla Hubáčka. V roce 1993 založil vlastní architektonický ateliér, v němž funguje od r. 2008 společně s Alenou Mičekovou pod ustálenou značkou PETR STOLÍN ARCHITEKT.
V roce 2014 začal jako vedoucí hostujícího ateliéru vyučovat na Fakultě umění a architektury Technické univerzity v Liberci. V roce 2015 na FUA oficiálně založili společně s Alenou Mičekovou ateliér CUBE LOVE, který se soustavně věnuje konceptuálnímu analogového modelování. Na Fakultě je také vedoucím Katedry Architektury a s A. Mičekovou připravili restrukturalizaci bakalářského a magisterského studijního programu Architektura a urbanismus platného od roku 2021.
V roce 2020 habilitoval na docenta na Akademii výtvarných umění v Praze. Jeho díla se několikrát stala Stavbou roku Libereckého kraje, získala Grand Prix Obce architektů, Českou cenu za architekturu, Stavbu roku a byl dvakrát nominován na Mies van der Rohe Award. V roce 2019 byli s Alenou Mičekovou finalisté na Architekt roku. Architektem roku se stal v roce 2021.
Dlouhodobě spolupracuje také se svým bratrem Janem Stolínem, který je sochař a konceptuální umělec. Společně vytvořili mj. Památník bojovníkům a obětem za svobodu vlasti v Liberci (r. 2000), výstavu 5866 v Galerii Jaroslava Fragnera v Praze (r. 2018) a výstavu Index 2 v Oblastní galerii Lázně v Liberci (r. 2023).

## Realizované projekty, výběr
Pracovala nebo spolupracovala na těchto projektech:
- 1996 – Dům s pečovatelskou službou v Liberci
- 2000 – Střední odborná škola a učiliště Rochlice
- 2000 – Památník bojovníkům a obětem za svobodu vlast v Liberci
- 2001 – dostavba Střední školy sklářské v Železném Brodě
- 2009 – Informační centrum a kavárna Oskara Schindlera ve Svitavách
- 2009 – Administrativní budova Ermeg
- 2010 – Vratislavice 10 10 10
- 2013 – Zen-Houses - Ateliér a dům
- 2013 – Cube x Cube Gallery
- 2016 – Hotel Pytloun - pokoj číslo 103
- 2018 – Mateřská škola Nová Ruda